# Чёрный скорпион (фильм, 1957)
«Чёрный скорпион» (англ. The Black Scorpion) — американский чёрно-белый художественный фантастический фильм режиссёра Эдварда Людвига, снятый в 1957 году.

## Сюжет
В результате извержения вулкана на поверхность выбираются гигантские скорпионы и начинают убивать людей. Против чудовищ поднимаются военные силы США. Однако армия оказывается бессильной против полчищ гигантских тварей. Скорпионы захватывают всё новую и новую территорию, сея на своём пути разрушения.

## В ролях
| Актёр                 | Роль            |
| --------------------- | --------------- |
| Ричард Деннинг        | Хэнк Скотт      |
| Мара Кордэй           | Тереза Альварез |
| Карлос Ривас          | Артур Рамос     |
| Марио Наварро         | Хуанито         |
| Паскуаль Гарсия Пенья | доктор Делакруз |
| Артуро Мартинес       | майор Косио     |
| Фанни Шиллер          | Флорентина      |

## Спецэффекты
Созданием спецэффектов при съёмках этого фильма занимался не Рэй Хэррихаузен, которому это ошибочно приписывают, а Уиллис Х. О'Брайен. Уиллис Х. О'Брайен до этого был создателем «stop-motion» анимационных эффектов для оригинального «Кинг-Конга» (1933), он же был руководителем спецэффектов и на съёмках этого фильма, но уже с меньшим бюджетом, чем на съёмках «Кинг-Конга». Пит Петерсон, который работал с О'Брайеном над «Могучим Джо Янгом», а после «Чёрного скорпиона» над фильмом «Бегемот, морской монстр», создал большую часть анимации. О'Брайен заимствовал из своих предыдущих фильмов те же приёмы и спецэффекты. Миниатюры, использованные для паука и гигантского червя, были теми же самыми, которые использовались при съёмках оригинального «Кинг-Конга» (1933). Крупная «голова» скорпиона использовалась для съёмок выстрелов в неё с близкого расстояния. Звуки, издаваемые гигантскими скорпионами, были созданы путём обработки из звуковых эффектов, издаваемых гигантскими муравьями, использованных в фильме «Они!» (Them!) 1954 года .